# 董玘
董玘（1483年—1546年），原名董元，字文玉，号中峰，浙江绍兴府会稽县人，軍籍。明朝政治人物。弘治乙丑榜眼，官至吏部左侍郎。

## 生平
董玘自幼聪颖异常，有神童之誉。弘治十四年（1501年）辛酉科浙江乡试第二名举人，弘治十八年（1505年），董玘年仅23岁连中会元（会试第一名）、榜眼（殿试第二名），授翰林院编修進士。
正德年间，宦官刘瑾把持朝政，排斥异己，董玘被贬成安县知县，升刑部主事，改吏部。刘瑾伏诛后，董玘复旧职，擢侍读，充经筵讲官，升侍讲学士。嘉靖六年（1527年）十一月，升吏部左侍郎。嘉靖九年（1530年）十二月，董玘父亲去世，董玘未能及时上报朝廷，丁忧守制，被御史胡明善揭发，世宗诏命其以原官致仕回乡。嘉靖二十五年（1546年）七月，董玘在家乡病卒。
穆宗即位后，追赠董玘礼部尚书，赐谥文简。

## 家族
曾祖董孚言；祖父董敬，贈監察御史；父董復，號颐斋，雲南府知府，封詹事府詹事兼翰林院學士。前母章氏（贈孺人）；母婁氏（1451年-1536年），封孺人，累封太淑人。具庆下。兄董冕、董旒。弟董軏、董龍。子董思近，雲南尋甸府知府。曾孫董懋史，萬曆庚子舉人。董懋中，辛卯應天舉人。